# Groß Rönnau
Groß Rönnau là một đô thị ở huyện Segeberg, bang Schleswig-Holstein, Đức. Đô thị Groß Rönnau có diện tích 6,38 km², dân số thời điểm ngày 31 tháng 12 năm 2006 là 590 người.